# (5043) Zadornov
Pour les articles homonymes, voir Zadornov.
(5043) Zadornov est un astéroïde de la ceinture principale.

## Description
(5043) Zadornov est un astéroïde de la ceinture principale. Il fut découvert le 19 septembre 1974 à Nauchnyj par Lioudmila Tchernykh et nommé en hommage au comédien de stand-up russe Mikhaïl Zadornov. Il présente une orbite caractérisée par un demi-grand axe de 3,12 UA, une excentricité de 0,16 et une inclinaison de 1,9° par rapport à l'écliptique.

## Compléments